# Sandwich (Massachusetts)
Sandwich és una població dels Estats Units a l'estat de Massachusetts. Segons el cens del 2000 tenia 20.136 habitants.

## Demografia
Segons el cens del 2000, Sandwich tenia 20.136 habitants, 7.335 habitatges, i 5.515 famílies. La densitat de població era de 180,6 habitants/km².
Dels 7.335 habitatges en un 38,1% hi vivien nens de menys de 18 anys, en un 65% hi vivien parelles casades, en un 0% dones solteres, i en un 24,8% no eren unitats familiars. En el 20% dels habitatges hi vivien persones soles el 8,9% de les quals corresponia a persones de 65 anys o més que vivien soles. El nombre mitjà de persones vivint en cada habitatge era de 2,72 i el nombre mitjà de persones que vivien en cada família era de 3,18.
Per edats la població es repartia de la següent manera: un 28,4% tenia menys de 18 anys, un 4,9% entre 18 i 24, un 27,7% entre 25 i 44, un 25,3% de 45 a 60 i un 13,7% 65 anys o més.
L'edat mediana era de 40 anys. Per cada 100 dones de 18 o més anys hi havia 89,2 homes.
La renda mediana per habitatge era de 61.250 $ i la renda mediana per família de 66.553$. Els homes tenien una renda mediana de 49.195 $ mentre que les dones 33.516$. La renda per capita de la població era de 26.895$. Entorn del 2,2% de les famílies i el 3,1% de la població estaven per davall del llindar de pobresa.